# Большая Шатьма (село)
Больша́я Ша́тьма (чув. Мăн Шетмĕ) — село в Красноармейском муниципальном округе Чувашской Республики. Являлось административным центром Большешатьминского сельского поселения до его упразднения в 2021 году.

## География
Расположено на реке Большая Шатьма в 11 км к северо-западу от села Красноармейское и в 38 км к юго-западу от Чебоксар. К селу примыкают на севере деревни Оба-Сирма, Четрики, на юге — Дворики, Кожары.
Имеются местная дорога от села на юг, выходящая у деревни Кожары на автодорогу Чебоксары — Вурнары, дорога от села на запад, выходящая у деревни Верхние Хоразаны на автодорогу Чебоксары — Аликово и тупиковая дорога от села на север к деревне Голов.

## Население
| 2010 | 2012 |
| ---- | ---- |
| 129  | ↗134 |

Историческая численность населения: в 1859—170 чел.; 1906—184 чел.; 1926—156 чел.; 1939—168 чел.; 1979—103 чел.; 2002—143 чел..

## Инфраструктура
Средняя общеобразовательная школа, детский сад, сельская врачебная амбулатория, аптека, отделение почтовой связи, филиал Сбербанка, два магазина, сельская библиотека, центр досуга, музей боевой славы, краеведческий музей.
Действует сельскохозяйственный производственный кооператив «Мичуринец».

## История
Село известно с XVII века. Жители занимались земледелием, животноводством, сапожно-башмачным ремеслом, портняжничеством, отхожими промыслами.
В 1861 году открылась церковно-приходская школа, в 1881 году — земское училище, в 1895 году появилась больница, в 1919 году — кузнечно-слесарная мастерская, в 1920 году — детский сад, в 1930 году — семилетняя школа (с 1940 — средняя школа). Село затронуло Чапанское восстание (1921 г.).
На территории села установлены памятник Герою Советского Союза Васильеву В. В. (1975 г.) и обелиск в честь погибших в Великой Отечественной войне (1965 г.).
Административная принадлежность
До 1894 года входило в Тинсаринскую волость, в 1894—1927 годах — в Чувашско-Сорминскую волость Ядринского уезда, в 1927—1935 годах — в Аликовский район, в 1935—1962 годах — в Красноармейский район (первоначально назывался Траковский), в 1962-65 годах — в Цивильский район. С 1965 года вновь в составе Красноармейского района.

## Люди, связанные с селом
В Большой Шатьме родился Васильев Владимир Васильевич, Герой Советского Союза. 

Советский учёный Григорьев, Николай Григорьевич (физик) учился в школе села.